# William Spence
Pour les articles homonymes, voir William Spence (homonymie) et Spence.
William Spence est un entomologiste britannique, né en 1783 à Hull et mort le 6 janvier 1860.

## Biographie
Il participe à la fondation de la Société entomologique de Londres en 1833 et en assure la présidence en 1847. Il est fait membre de la Royal Society en 1834.
Il signe, avec son ami William Kirby (1759-1850), Introduction to Entomology (1815–1826).
Il est le père de l'artiste et vendeur d'art William Blundell Spence.